# Microtus subterraneus
Microtus subterraneus é uma espécie de roedor da família Cricetidae.
Pode ser encontrada nos seguintes países: Albania, Alemanha, Áustria, Bélgica, Bósnia e Herzegovina, Bulgária, Croácia, Eslováquia, Eslovénia, Estónia, França, Grécia, Hungria, Itália, Liechtenstein, Luxemburgo, Macedônia do Norte, Moldávia, Montenegro, Países Baixos, Polónia, Roménia, Rússia, Sérvia, Suíça, Turquia e Ucrânia.